# 32518 Ktramesh
32518 Ktramesh è un asteroide della fascia principale. Scoperto nel 2001, presenta un'orbita caratterizzata da un semiasse maggiore pari a 2,580862 UA e da un'eccentricità di 0,266211, inclinata di 4,857905° rispetto all'eclittica. Ha un periodo di rotazione di 3,2 ore.